# Hashimoto Utarō
Dans ce nom japonais, le nom de famille, Hashimoto, précède le nom personnel.
Hashimoto Utarō (橋本宇太郎, Utarō Hashimoto), né le 27 février 1907 et mort le 24 juillet 1994, est un joueur de go professionnel.

## Biographie
Hashimoto Utarō est devenu pro en 1922 à l'âge de 15 ans. Il a gagné le Hon'inbō 3 fois avant d'atteindre finalement le grade de 9e dan en 1954. Il a fondé la Kansai Ki-in en 1950.

## Titres
| Titre                          | Années           |
| ------------------------------ | ---------------- |
| Hon'inbō                       | 1943, 1950, 1951 |
| Judan                          | 1962, 1971       |
| Oza                            | 1953, 1955, 1956 |
| Coupe NHK                      | 1956, 1963       |
| Hayago Meijin                  | 1960             |
| Championnat de la Kansai Ki-in | 1968, 1969, 1980 |
| Championnat de Hayago (en)     | 1970             |
| Total                          | 15               |